# Karl Walter (Richter)
Karl Walter (* 21. März 1899 in Tübingen; † 25. Mai 1965) war ein deutscher Richter.

## Leben
Walter war Sohn eines Zugführers und stammte aus Rottweil. Er studierte ab 1919 Rechtswissenschaft in Tübingen und Freiburg. Im Frühjahr 1925 legte er die zweite Justizdienstprüfung ab. Er wurde Landgerichtsrat in Aalen.
Nach dem Zweiten Weltkrieg war Walter vom 1. Juni 1950 bis 31. Dezember 1950 als Oberlandesgerichtsrat kommissarischer Präsident des Oberlandesgerichts Tübingen. Während dieser Zeit war er zudem geschäftsführender Vorsitzender des Staatsgerichtshofs für das Land Württemberg-Hohenzollern. Dem Staatsgerichtshof gehörte er anschließend bis zu dessen Auflösung am 13. Dezember 1954 als richterliches Mitglied an. Später war er Vizepräsident des Oberlandesgerichts Stuttgart.
Am 4. Juni 1958 wurde Walter mit 91 von 104 Stimmen vom Landtag von Baden-Württemberg zum Richter am Staatsgerichtshof für das Land Baden-Württemberg gewählt. Am 16. Juli 1964 wurde er mit 86 von 92 Stimmen vom Landtag zum Vizepräsidenten des Gerichts gewählt. Im Herbst 1964 trat er vorzeitig von seinem Richteramt am Staatsgerichtshof zurück. Zu seinem Nachfolger wurde Walter Hailer gewählt.
Walter hatte ein sehr tragisches Familienschicksal: seine Frau und fünf seiner sechs Kinder kamen im Dezember 1944 beim Luftangriff auf Heilbronn ums Leben. Er war römisch-katholisch.